# Hoofdweg 81 (Nieuw-Beerta)

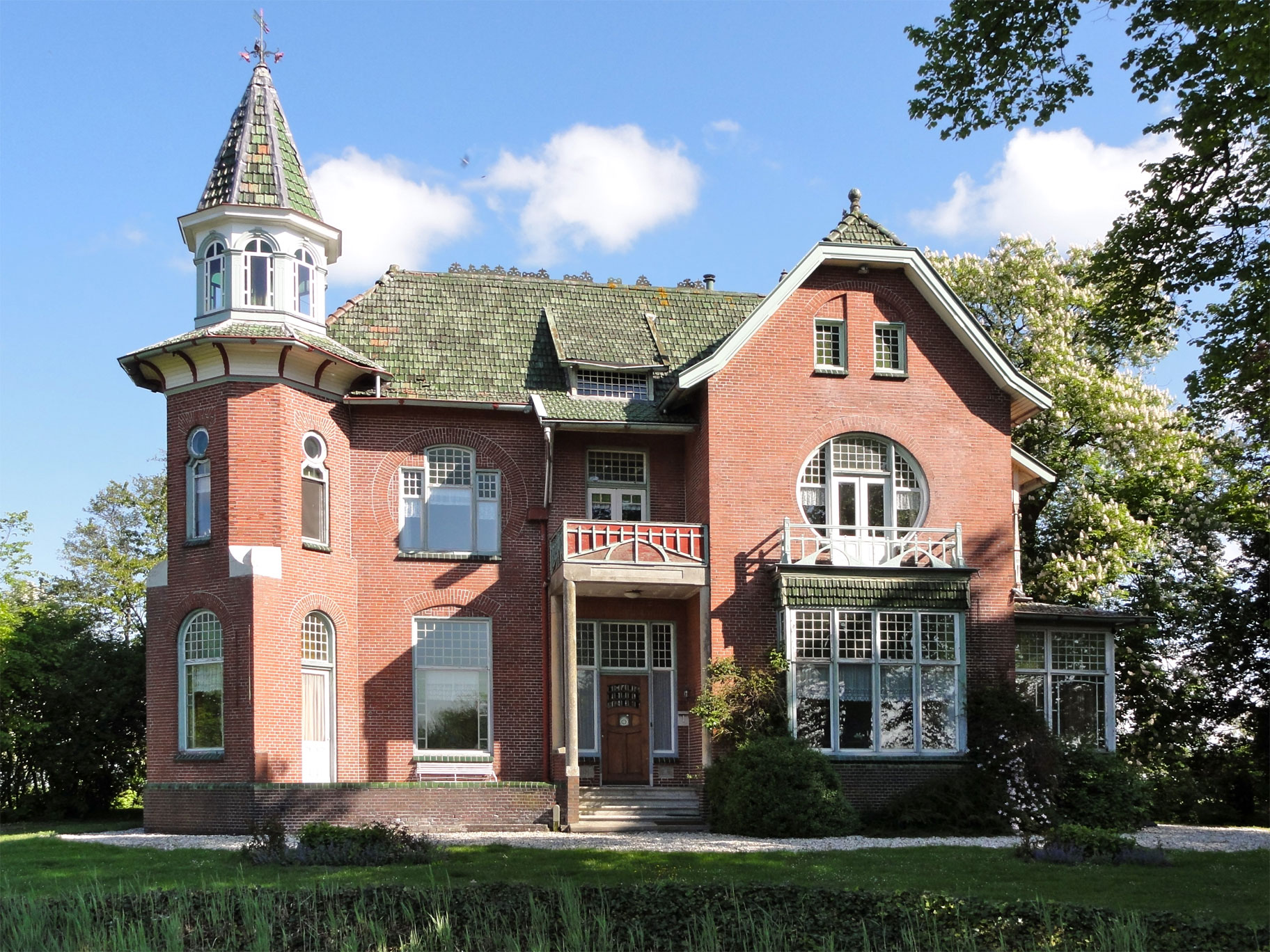
De villa aan de Hoofdweg 81 te Nieuw-Beerta anno 2011

De villa aan de Hoofdweg 81 in Nieuw-Beerta werd in 1909 gebouwd in opdracht van het landbouwersechtpaar Hugo Humbert en Wubbina Lucretia ten Have.

## Beschrijving
De villa aan de Hoofdweg 81 te Nieuw-Beerta werd gebouwd in een overgangsstijl met gebruikmaking van diverse elementen uit de art nouveau. De initialen van de opdrachtgevers (H.H. en W.L. t. H.) bevinden zich in gevelstenen bij de ingang. Het bouwjaar is te vinden in de windwijzer op de spits van de toren. Een opvallend deel van de villa is de, aan de zuidwestelijke zijde (linkerzijde) gelegen, toren. De benedenverdiepingen van deze toren zijn rechthoekig, het bovendeel van de toren is achtkantig onder een spits in de vorm van een tentdak. Andere opvallende elementen van de villa zijn de rechthoekige vensters, deels met ronde, deels met rechte bovenlichten. De houten balkons boven de entree en boven de erker aan de voorzijde hebben opengewerkte balustrades. Aan de oostzijde is in latere jaren een serre aangebouwd.
Zowel de villa als de, in dezelfde periode in een landschappelijke stijl aangelegde, tuin zijn erkend als rijksmonumenten. Belangrijke reden voor deze erkenning zijn de cultuurhistorische waarde, de voorbeeldfunctie, de gaafheid van interieur en exterieur en de nauwe samenhang tussen de tuin en de villa.